# Cryptantha diffusa
Cryptantha diffusa är en strävbladig växtart som först beskrevs av Rodolfo Amando Philippi, och fick sitt nu gällande namn av Ivan Murray Johnston. Cryptantha diffusa ingår i släktet Cryptantha, och familjen strävbladiga växter. Inga underarter finns listade i Catalogue of Life.